# Porsche Type 64
Pour les articles homonymes, voir Porsche et 64 (homonymie).
La Porsche 64 ou Porsche Type 64 ou VW Type 60K10 ou VW Aerocoupe est une voiture de sport concept car du constructeur automobile Porsche-Volkswagen, conçue en 1938 par Ferdinand Porsche. Elle est considérée par beaucoup comme étant la première Porsche dont il ne reste qu'un seul exemplaire, ancêtre des séries Porsche 356 de 1948 et Porsche 911 de 1963.

## Histoire
Après avoir quitté la direction de Daimler-Mercedes-Benz, Ferdinand Porsche fonde sa société bureau d'études Porsche (Porsche Büro) à Stuttgart en 1931, avec son fils Ferry Porsche, pour concevoir entre autres des voitures pour Auto Union (futur Audi) dont les mythiques Flèches d'Argent qui remportent un important nombre de victoires internationales en compétition, et avec le rêve de fonder leur propre marque et industrie de voiture.

Autostadt de Wolfsburg et Porsche Museum de Stuttgart
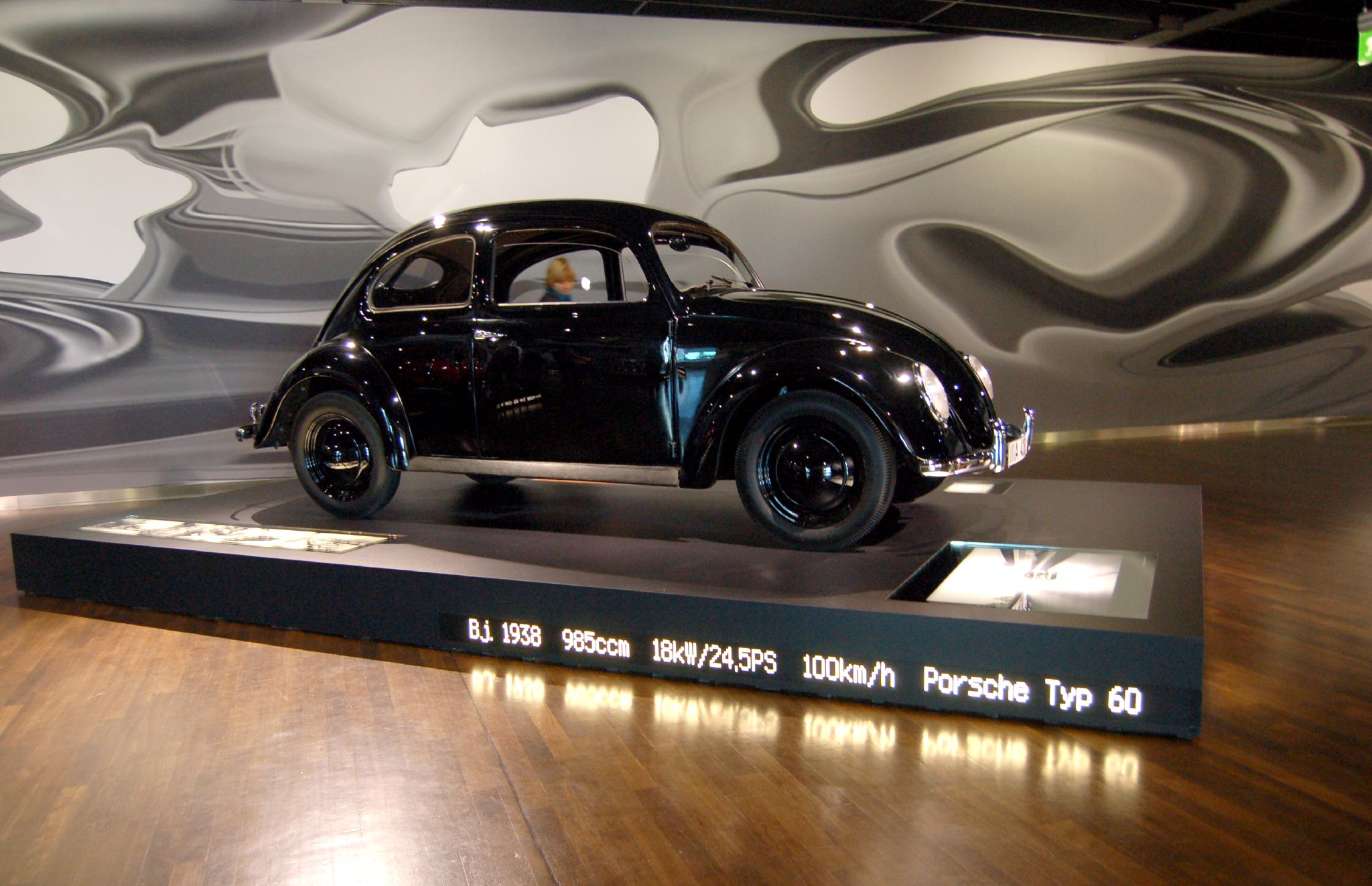
Porsche Type 60 (1938)
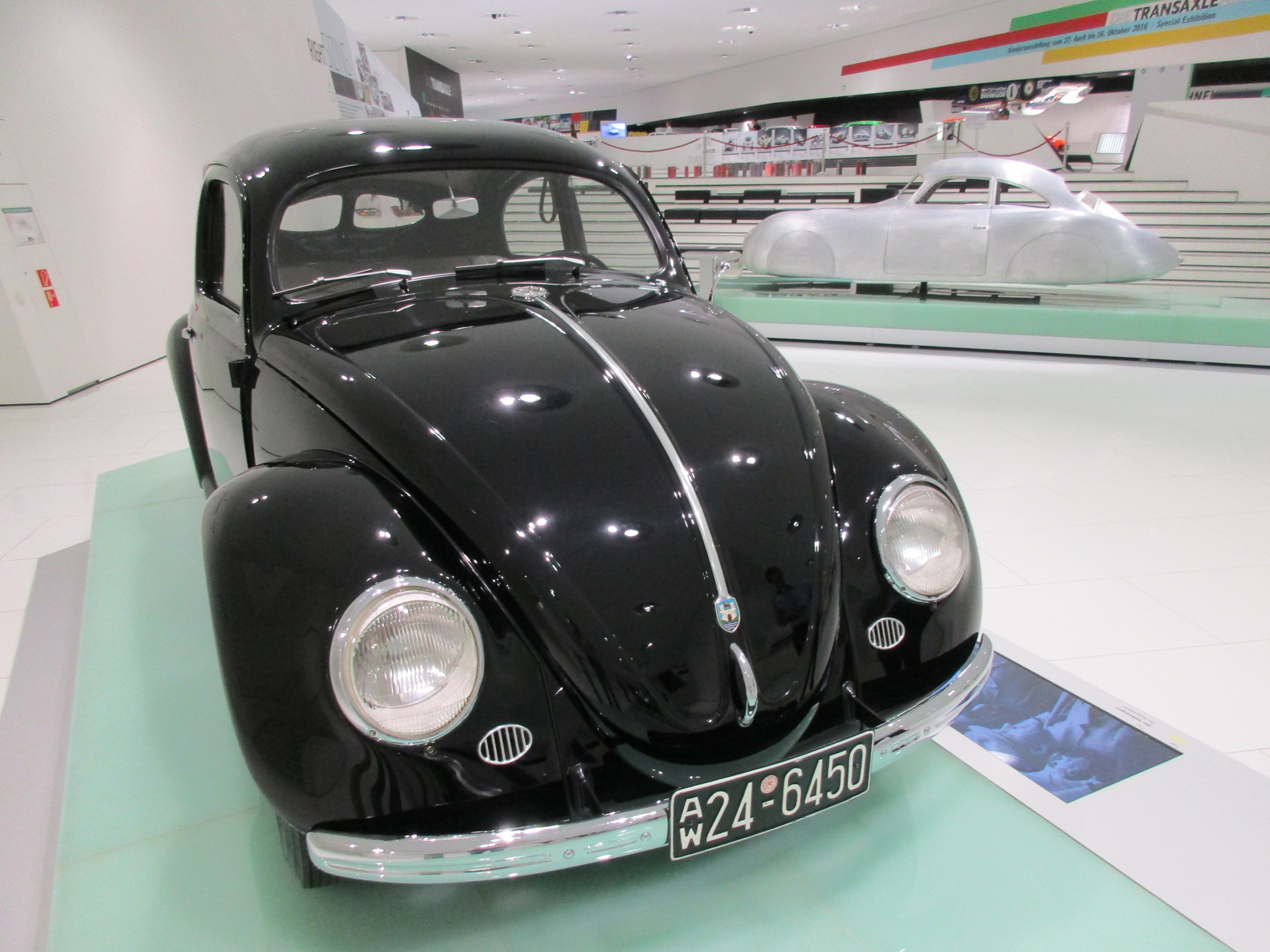
Volkswagen Type 1 et Porsche Type 64
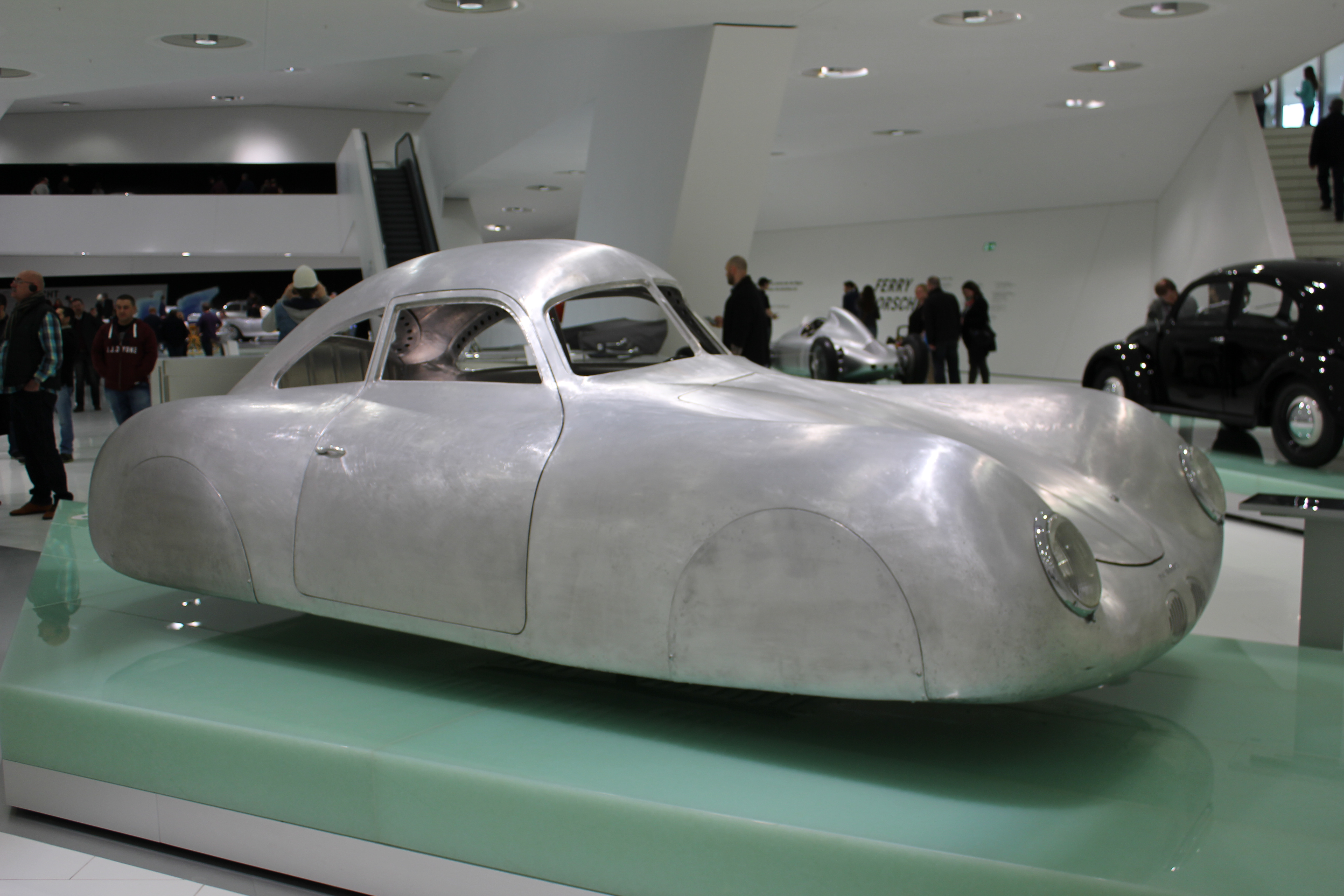
Carrosserie aluminium de Porsche Type 64

Ils répondent en 1933 à l'appel d'offres pour créer la future Volkswagen Coccinelle du Chancelier du Reich Adolf Hitler (leur grand admirateur) avec leurs prototypes Porsche Type 12 (1931), Type 32, Type 60, et version définitive KdF-Wagen de 1938 (rebaptisée et commercialisée Volkswagen Coccinelle après guerre). Après avoir fondé Volkswagen en 1937, ils tentent alors de concevoir ces prototypes « Porsche Type 64 » de voiture de sport de compétition, fabriqués en trois exemplaires, pour courir en particulier les courses Liège-Rome-Liège, et Berlin-Rome de 1939, mais la Seconde Guerre mondiale et la réquisition de l'industrie allemande pour l'effort de guerre met fin à la finalisation de ce projet. 

Sur circuit de compétition
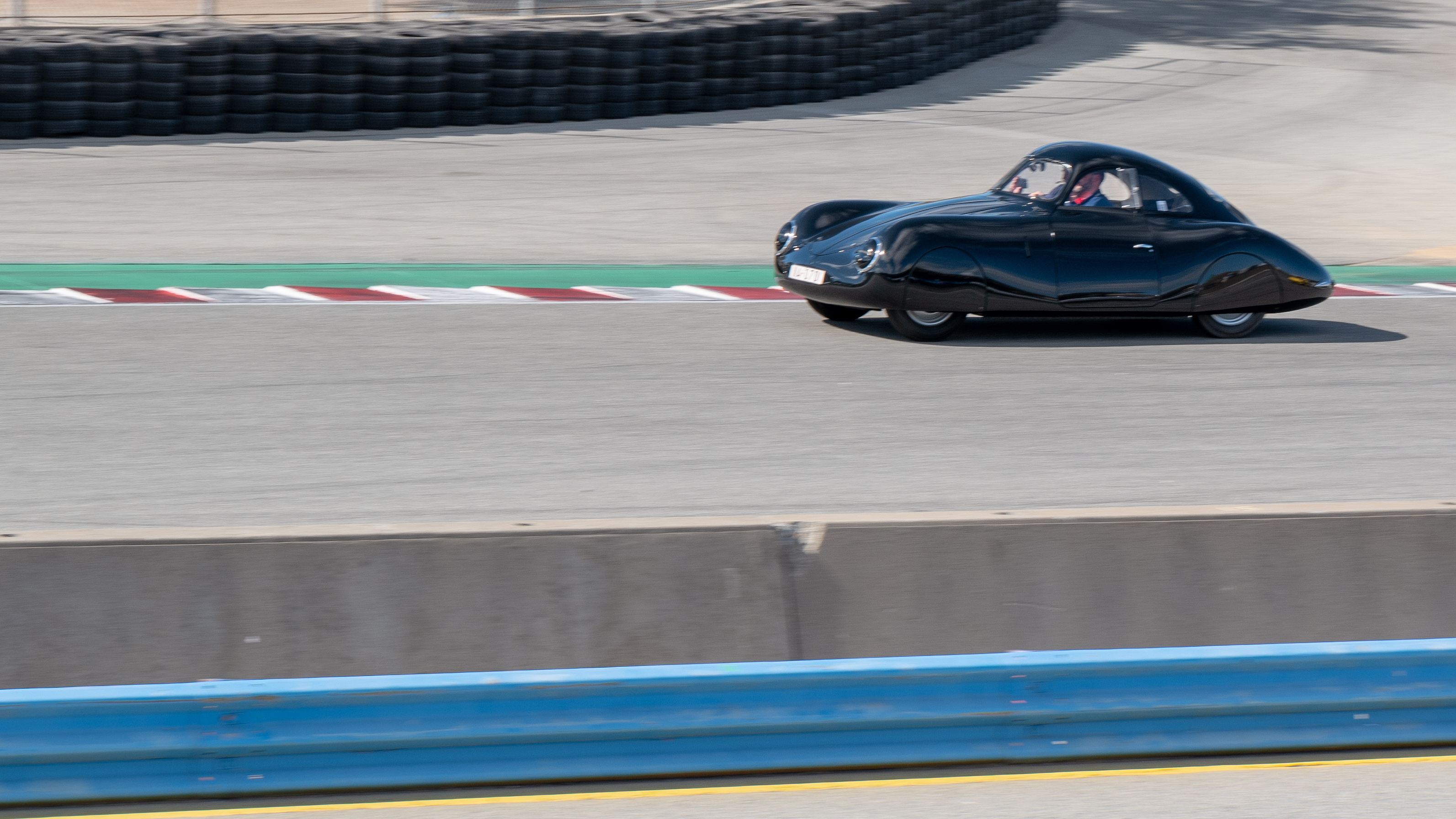
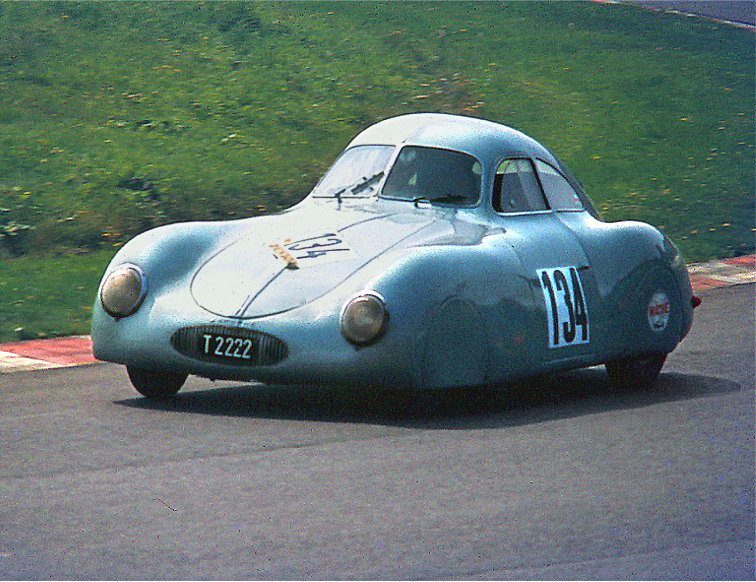
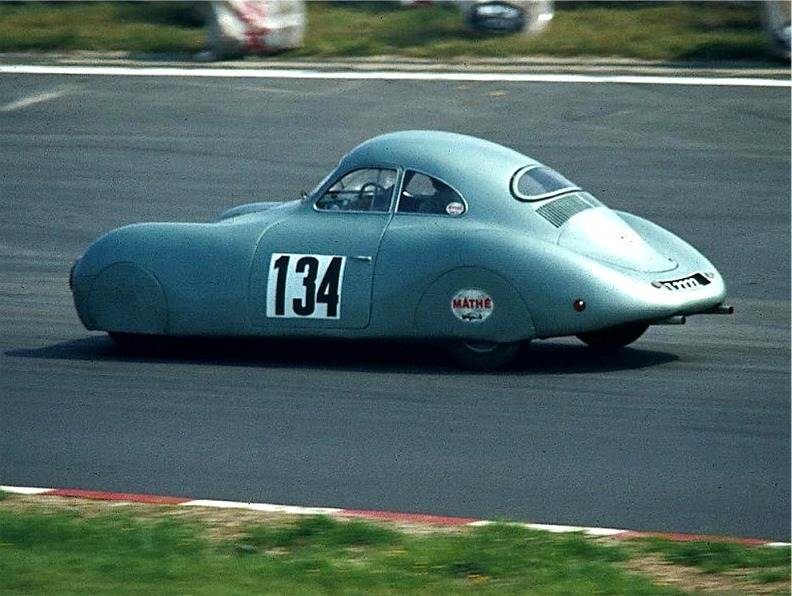

### Carrosserie
Elle est basée sur un châssis modifié et renforcé de KdF-Wagen Type 60K10 (étude no 10 de Type 60, nom d'origine de la Volkswagen Coccinelle) dont elle reprend de nombreuses pièces et éléments. Le design de la carrosserie futuriste pour l'époque est créé par le designer Erwin Komenda du Porsche Büro, qui poursuit et améliore la précédente étude de concept car Porsche 114 à moteur V10 (qui ne verra jamais le jour) avec une aérodynamique au cx de 0,385 conçue en soufflerie. La carrosserie en aluminium, avec arrière fastback et roues entièrement carénées, est fabriquée artisanalement chez Reutter (carrossier qui a également produit les prototypes Cocinelles).

### Motorisation
Elle est motorisée par un moteur à plat boxer quatre cylindres OVH à double carburateur, de 985 cm3, à refroidissement à air, pour 40 à 50 ch, en porte-à-faux sur l'essieu arrière, dérivé de celui des KdF-Wagen du motoriste Franz Xaver Reimspiess (en), pour une vitesse de pointe de 160 km/h.

## Postérité et fabrication
Après la Seconde Guerre mondiale, Ferry Porsche (fils associé héritier de Ferdinand Porsche) réalise le rêve de son père en transformant leur bureau d'étude Porsche familiale de Stuttgart, en constructeur automobile Porsche, et en fabriquant les premières séries de Porsche 356 de 1948 (inspirées de leur Porsche Type 64 d'avant guerre) peu de temps avant la disparition de son père en 1951. Leurs Volkswagen Coccinelle et leurs séries de Porsche 911 suivantes remportent un des plus longs et importants succès commerciaux de l'histoire de l’automobile, avec leurs moteurs 6 cylindres boxer à plat, déclinés des précédents.

Porsche 356 et Porsche 911 suivantes
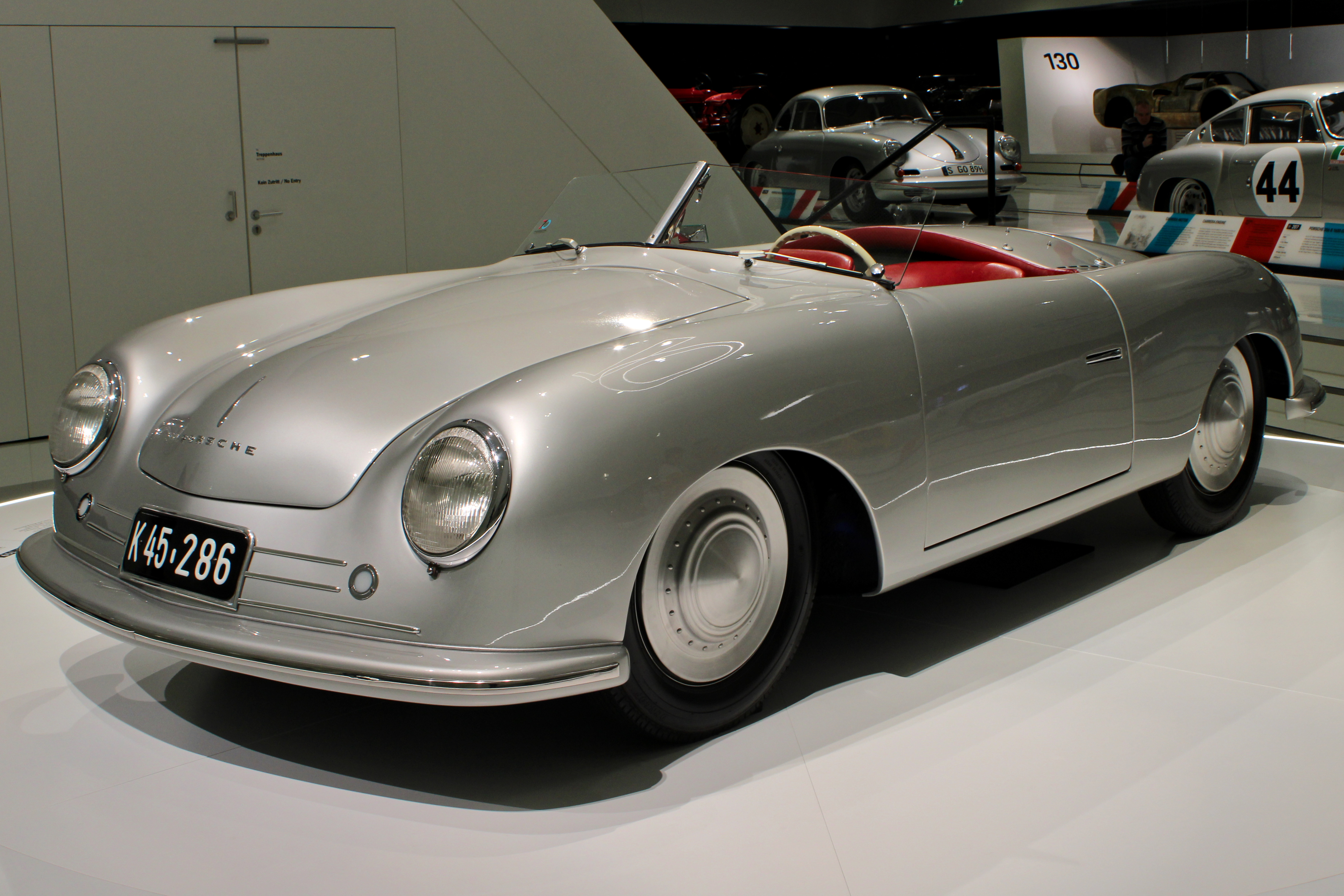
Porsche 356 N°1 (1948)
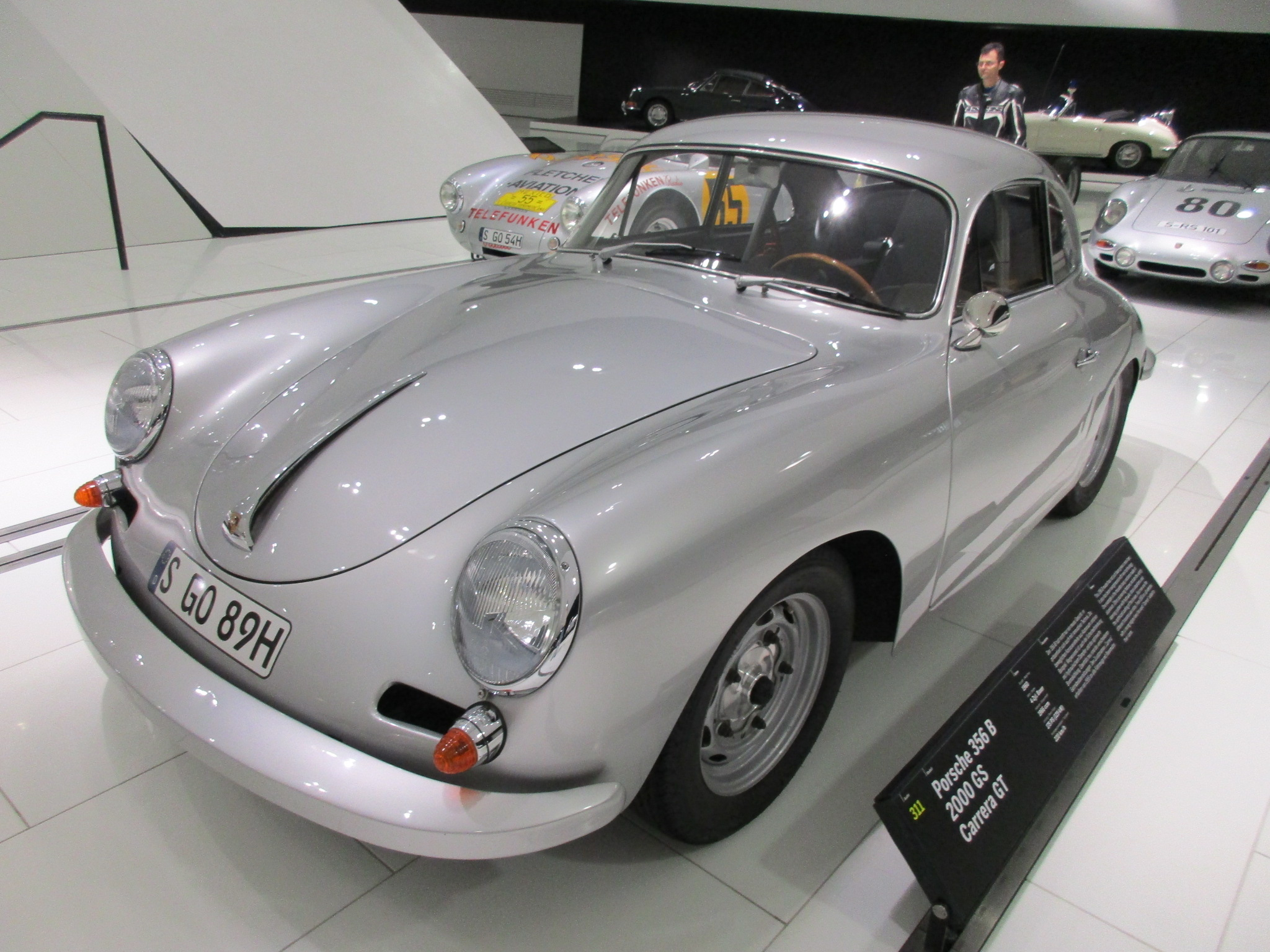
Porsche 356
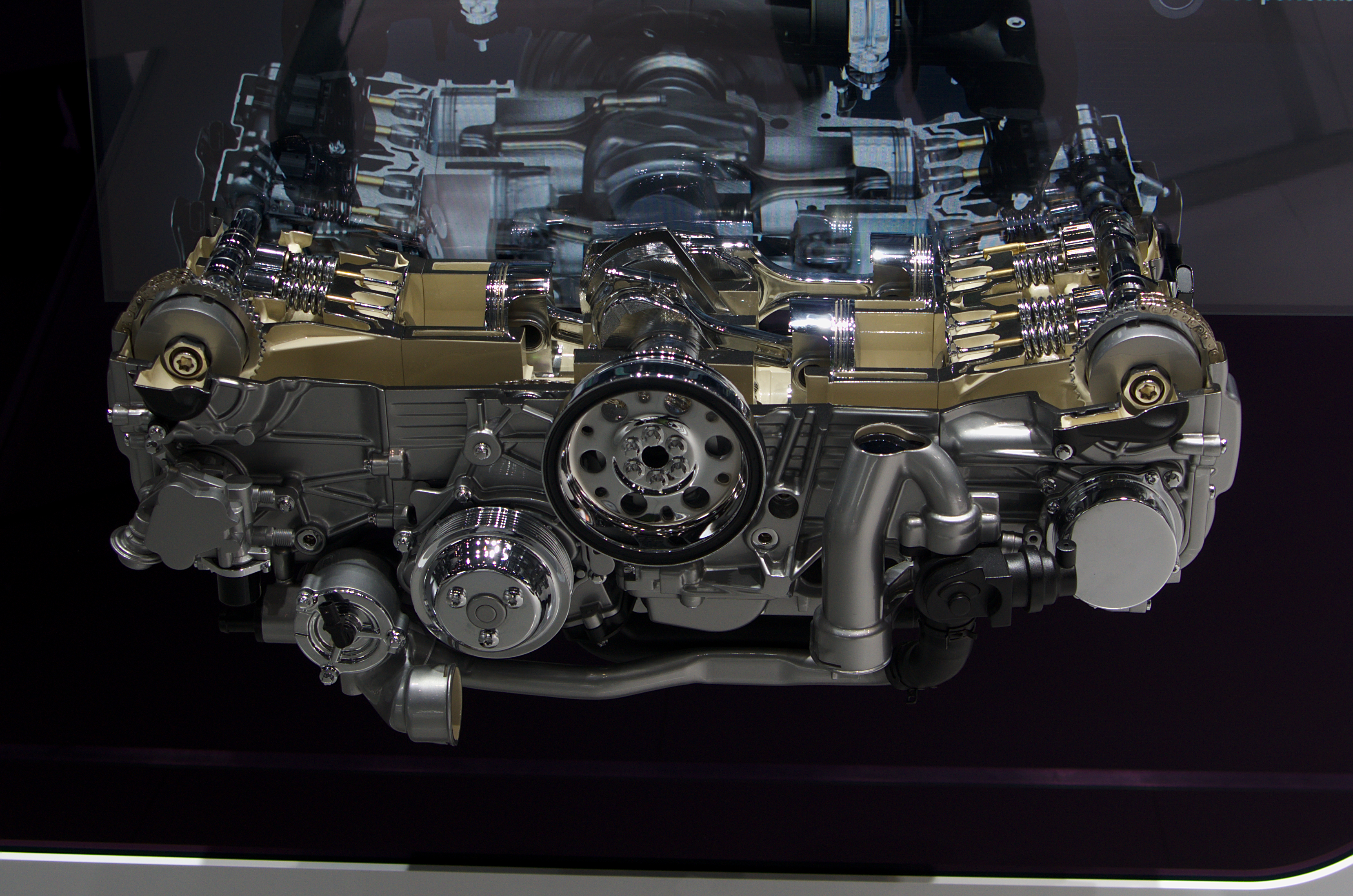
Vue coupée de moteur à plat 6 cylindres Porsche
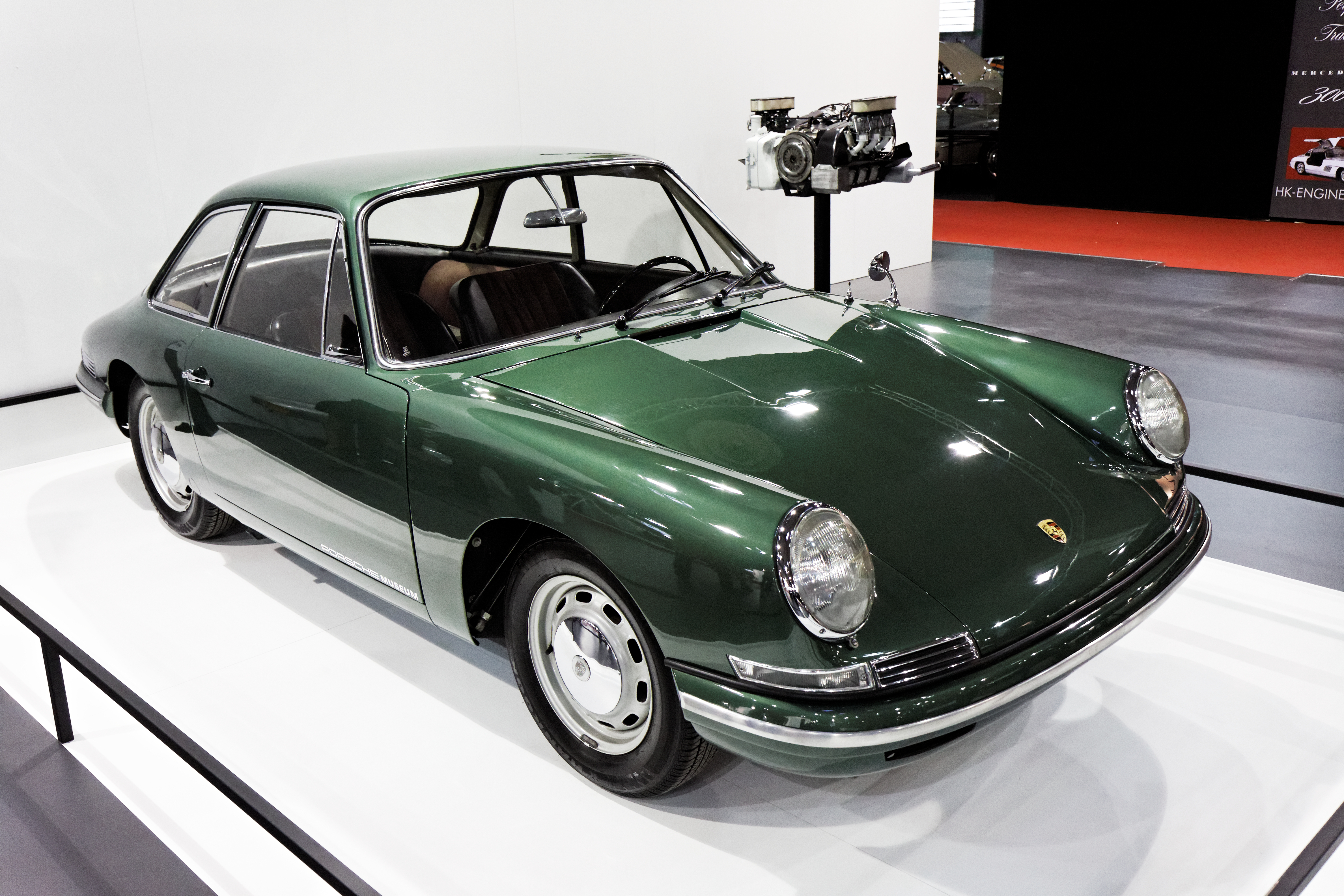
Prototype Porsche Type 754 T7 (1957)
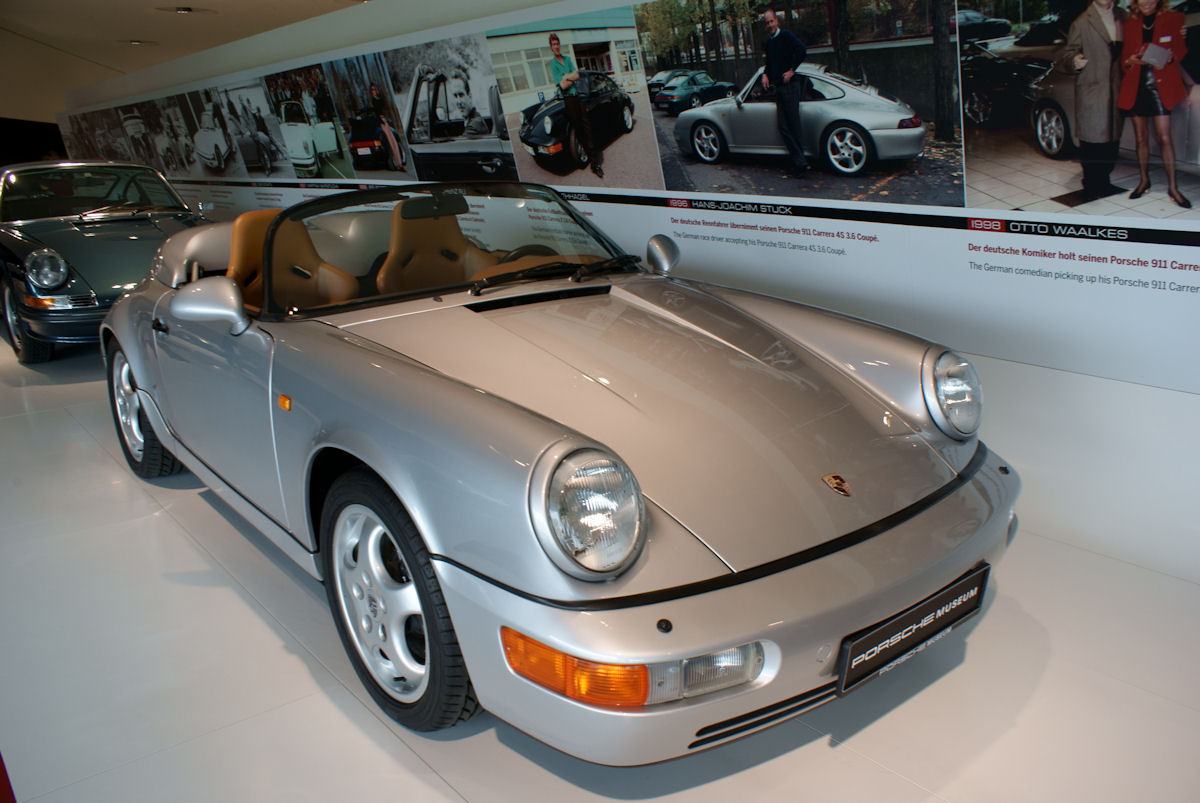
Porsche 911 Carrera 2 Speedster à moteur 6 cylindres à plat (1993)

Ferry Porsche a possédé à titre personnel la dernière Porsche Type 64 subsistante, et l'a fait entièrement restaurer par Gian-Battista Pinin Farina de Pininfarina en 1947, avant de la vendre en 1949 au pilote autrichien Otto Mathé (de), qui l'a conservée jusqu’à sa disparition en 1995. Elle est depuis acquise par le pilote Thomas Gruber et exposée au Petersen Automotive Museum de Los Angeles... Une carrosserie prototype nue d'origine en aluminium est exposée au Porsche Museum de Stuttgart.